# 27e Golden Globe Awards
De 27e Golden Globe Awards, waarbij prijzen werden uitgereikt in verschillende categorieën voor de beste films en televisieprogramma's van 1969, vond plaats op 2 februari 1970 in het Ambassador Hotel in Los Angeles.

## Winnaars en genomineerden

### Film

#### Beste dramafilm
Anne of the Thousand Days
- Butch Cassidy and the Sundance Kid
- Midnight Cowboy
- The Prime of Miss Jean Brodie
- They Shoot Horses, Don't They?

#### Beste komische of muzikale film
The Secret of Santa Vittoria
- Cactus Flower
- Goodbye, Columbus
- Hello, Dolly!
- Paint Your Wagon

#### Beste acteur in een dramafilm
John Wayne - True Grit
- Alan Arkin - Popi
- Richard Burton - Anne of the Thousand Days
- Dustin Hoffman - Midnight Cowboy
- Jon Voight - Midnight Cowboy

#### Beste actrice in een dramafilm
Geneviève Bujold - Anne of the Thousand Days
- Jane Fonda - They Shoot Horses, Don't They?
- Liza Minnelli - The Sterile Cuckoo
- Jean Simmons - The Happy Ending
- Maggie Smith - The Prime of Miss Jean Brodie

#### Beste acteur in een komische of muzikale film
Peter O'Toole - Goodbye, Mr. Chips
- Dustin Hoffman - John and Mary
- Lee Marvin - Paint Your Wagon
- Steve McQueen - The Reivers
- Anthony Quinn - The Secret of Santa Vittoria

#### Beste actrice in een komische of muzikale film
Patty Duke - Me, Natalie
- Ingrid Bergman - Cactus Flower
- Dyan Cannon - Bob & Carol & Ted & Alice
- Kim Darby - Generation
- Mia Farrow - John and Mary
- Anna Magnani - The Secret of Santa Vittoria
- Shirley MacLaine - Sweet Charity
- Barbra Streisand - Hello, Dolly!

#### Beste mannelijke bijrol
Gig Young - They Shoot Horses, Don't They?
- Red Buttons - They Shoot Horses, Don't They?
- Jack Nicholson - Easy Rider
- Anthony Quayle - Anne of the Thousand Days
- Mitch Vogel - The Reivers

#### Beste vrouwelijke bijrol
Goldie Hawn - Cactus Flower
- Marianne McAndrew - Hello, Dolly!
- Siân Phillips - Goodbye, Mr. Chips
- Brenda Vaccaro - Midnight Cowboy
- Susannah York - They Shoot Horses, Don't They?

#### Beste regisseur
Charles Jarrott - Anne of the Thousand Days
- Gene Kelly - Hello, Dolly!
- Stanley Kramer - The Secret of Santa Vittoria
- Sydney Pollack - They Shoot Horses, Don't They?
- John Schlesinger - Midnight Cowboy

#### Beste scenario
Anne of the Thousand Days - Bridget Boland, John Hale en Richard Sokolove
- Butch Cassidy and the Sundance Kid - William Goldman
- If It's Tuesday, This Must Be Belgium - David Shaw
- John and Mary - John Mortimer
- Midnight Cowboy - Waldo Salt

#### Beste filmmuziek
Butch Cassidy and the Sundance Kid – Burt Bacharach
- Anne of the Thousand Days – Georges Delerue
- Goodbye, Mr. Chips – Leslie Bricusse
- The Happy Ending – Michel Legrand
- The Secret of Santa Vittoria – Ernest Gold

#### Beste filmsong
Jean uit  The Prime of Miss Jean Brodie – Rod McKuen 
- Raindrops Keep Fallin' on My Head uit Butch Cassidy and the Sundance Kid
- The Time for Love Is Any Time uit Cactus Flower
- Goodbye, Columbus uit Goodbye, Columbus
- What Are You Doing the Rest of Your Life uit The Happy Ending
- Stay uit The Secret of Santa Vittoria
- True Grit uit True Grit

#### Beste buitenlandse film - vreemde taal
Z  (Algerije)
- Ådalen 31 (Zweden)
- Koritsia ston ilio (Griekenland)
- Fellini – Satyricon (Italië)
- Te'alat Blaumilch (Israël)

#### Beste buitenlandse film - Engels
Oh! What a Lovely War  (Verenigd Koninkrijk)
- The Assassination Bureau (V.K.)
- If.... (V.K.)
- The Italian Job (V.K.)
- Mayerling (Frankrijk)

### Televisie

#### Beste televisieshow - drama
Marcus Welby, M.D. 
- Bracken's World
- Room 222
- The Mod Squad
- Mannix

#### Beste televisieshow - comedy of muzikaal
The Governor & J.J. 
- The Carol Burnett Show
- Love, American Style
- The Glen Campbell Goodtime Hour
- Rowan & Martin's Laugh-In

#### Beste acteur in een dramaserie
Mike Connors – Mannix
- Peter Graves – Mission: Impossible
- Lloyd Haynes – Room 222
- Robert Wagner – It Takes a Thief
- Robert Young – Marcus Welby, M.D.

#### Beste actrice in een dramaserie
Linda Cristal – The High Chaparral
- Amanda Blake – Gunsmoke
- Peggy Lipton – The Mod Squad
- Denise Nicholas – Room 222
- Eleanor Parker – Bracken's World

#### Beste acteur in een komische of muzikale serie
Dan Dailey – The Governor & J.J.
- Tom Jones – This Is Tom Jones
- Jim Nabors – The Jim Nabors Hour
- Dean Martin – The Dean Martin Show
- Glen Campbell – The Glen Campbell Goodtime Hour

#### Beste actrice in een komische of muzikale serie
Carol Burnett – The Carol Burnett Show 

 Julie Sommars – The Governor & J.J. (ex aequo)
- Lucille Ball – Here's Lucy
- Diahann Carroll – Julia
- Barbara Eden – I Dream of Jeannie
- Debbie Reynolds – The Debbie Reynolds Show

### Cecil B. DeMille Award
Joan Crawford 